# Mihail Popov
Mihail Popov (ur. 29 września 1988) – mołdawski wioślarz.

## Osiągnięcia
- Mistrzostwa Europy Brześć 2009 – dwójka podwójna wagi lekkiej – 14. miejsce[1].